# Vasilīs Lampropoulos
Vasilīs-Konstantinos Lampropoulos (in greco Βασίλειος-Κωνσταντίνος Λαμπρόπουλος?; Pyrgos, 31 marzo 1990) è un calciatore greco, difensore dell'OFI Creta.

## Caratteristiche tecniche
È un difensore centrale.

## Carriera

### Club
Cresciuto nelle giovanili dell'Olympiacos, esordisce il 16 aprile 2008 in un match di Kypello Ellados vinto 3-1 contro il Thrasyvoulos.

### Nazionale
Ha giocato nelle nazionali giovanili greche Under-17, Under-19 ed Under-21.
Tra il 2018 ed il 2020 ha giocato complessivamente 5 partite con la nazionale maggiore greca, senza mai segnare.

## Statistiche

### Presenze e reti nei club
Statistiche aggiornate al 25 ottobre 2020.
| Stagione                | Squadra                 | Campionato              | Campionato | Campionato | Coppe nazionali | Coppe nazionali | Coppe nazionali | Coppe continentali | Coppe continentali | Coppe continentali | Altre coppe | Altre coppe | Altre coppe | Totale | Totale | Totale |
| Stagione                | Squadra                 | Comp                    | Pres       | Reti       | Comp            | Pres            | Reti            | Comp               | Pres               | Reti               | Comp        | Pres        | Reti        | Pres   | Reti   |        |
| ----------------------- | ----------------------- | ----------------------- | ---------- | ---------- | --------------- | --------------- | --------------- | ------------------ | ------------------ | ------------------ | ----------- | ----------- | ----------- | ------ | ------ | ------ |
| 2007-2008               | Olympiacos              | SL                      | 0          | 0          | CG              | 1               | 0               | -                  | -                  | -                  | -           | -           | -           | 1      | 0      |        |
| 2008-2009               | Apollōn Kalamarias      | BE                      | 22         | 1          | CG              | 1               | 0               | -                  | -                  | -                  | -           | -           | -           | 23     | 1      |        |
| 2009-2010               | Asteras Tripolīs        | SL                      | 9          | 0          | CG              | 0               | 0               | -                  | -                  | -                  | -           | -           | -           | 9      | 0      |        |
| 2010-gen. 2011          | Asteras Tripolīs        | SL                      | 1          | 0          | CG              | 0               | 0               | -                  | -                  | -                  | -           | -           | -           | 1      | 0      |        |
| Totale Asteras Tripolīs | Totale Asteras Tripolīs | Totale Asteras Tripolīs | 10         | 0          |                 | 0               | 0               |                    | -                  | -                  |             | -           | -           | 10     | 0      |        |
| gen.-giu. 2011          | Īlioupolī               | FL                      | 14         | 2          | CG              | 0               | 0               | -                  | -                  | -                  | -           | -           | -           | 14     | 2      |        |
| 2011-2012               | Ethnikos Asteras        | FL                      | 17         | 1          | CG              | 2               | 0               | -                  | -                  | -                  | -           | -           | -           | 19     | 1      |        |
| 2012-2013               | Paniōnios               | SL                      | 9          | 2          | CG              | 0               | 0               | -                  | -                  | -                  | -           | -           | -           | 9      | 2      |        |
| 2013-2014               | Paniōnios               | SL                      | 30         | 1          | CG              | 6               | 0               | -                  | -                  | -                  | -           | -           | -           | 36     | 1      |        |
| Totale Paniōnios        | Totale Paniōnios        | Totale Paniōnios        | 39         | 3          |                 | 6               | 0               |                    | -                  | -                  |             | -           | -           | 45     | 3      |        |
| 2014-2015               | AEK Atene               | FL                      | 24         | 2          | CG              | 8               | 1               | -                  | -                  | -                  | -           | -           | -           | 32     | 3      |        |
| 2015-2016               | AEK Atene               | SL                      | 21         | 0          | CG              | 9               | 0               | -                  | -                  | -                  | -           | -           | -           | 30     | 0      |        |
| 2016-2017               | AEK Atene               | SL                      | 23         | 2          | CG              | 5               | 0               | UEL                | 1                  | 0                  | -           | -           | -           | 29     | 2      |        |
| 2017-2018               | AEK Atene               | SL                      | 19         | 0          | CG              | 7               | 0               | UEL                | 2                  | 0                  | -           | -           | -           | 28     | 0      |        |
| 2018-2019               | AEK Atene               | SL                      | 8          | 0          | CG              | 1               | 0               | UCL                | 7                  | 0                  | -           | -           | -           | 16     | 0      |        |
| Totale AEK Atene        | Totale AEK Atene        | Totale AEK Atene        | 95         | 4          |                 | 30              | 1               |                    | 10                 | 0                  |             | -           | -           | 135    | 5      |        |
| 2019-gen. 2020          | Deportivo La Coruña     | SD                      | 17         | 0          | CR              | 1               | 0               | -                  | -                  | -                  | -           | -           | -           | 18     | 0      |        |
| gen.-giu. 2020          | Bochum                  | ZL                      | 10         | 0          | CG              | 0               | 0               | -                  | -                  | -                  | -           | -           | -           | 10     | 0      |        |
| 2020-2021               | Bochum                  | ZL                      | 5          | 0          | CG              | 1               | 0               | -                  | -                  | -                  | -           | -           | -           | 6      | 0      |        |
| Totale Bochum           | Totale Bochum           | Totale Bochum           | 15         | 0          |                 | 1               | 0               |                    | -                  | -                  |             | -           | -           | 16     | 0      |        |
| Totale carriera         | Totale carriera         | Totale carriera         | 229        | 11         |                 | 42              | 1               |                    | 10                 | 0                  |             | -           | -           | 281    | 12     |        |

### Cronologia presenze e reti in nazionale
| Cronologia completa delle presenze e delle reti in nazionale ― Grecia | Cronologia completa delle presenze e delle reti in nazionale ― Grecia | Cronologia completa delle presenze e delle reti in nazionale ― Grecia | Cronologia completa delle presenze e delle reti in nazionale ― Grecia | Cronologia completa delle presenze e delle reti in nazionale ― Grecia | Cronologia completa delle presenze e delle reti in nazionale ― Grecia | Cronologia completa delle presenze e delle reti in nazionale ― Grecia | Cronologia completa delle presenze e delle reti in nazionale ― Grecia |
| Data                                                                  | Città                                                                 | In casa                                                               | Risultato                                                             | Ospiti                                                                | Competizione                                                          | Reti                                                                  | Note                                                                  |
| --------------------------------------------------------------------- | --------------------------------------------------------------------- | --------------------------------------------------------------------- | --------------------------------------------------------------------- | --------------------------------------------------------------------- | --------------------------------------------------------------------- | --------------------------------------------------------------------- | --------------------------------------------------------------------- |
| 15-5-2018                                                             | Siviglia                                                              | Arabia Saudita                                                        | 2 – 0                                                                 | Grecia                                                                | Amichevole                                                            | -                                                                     | 46’                                                                   |
| 18-11-2018                                                            | Atene                                                                 | Grecia                                                                | 0 – 1                                                                 | Estonia                                                               | UEFA Nations League 2018-2019 - 1º turno                              | -                                                                     |                                                                       |
| 7-10-2020                                                             | Klagenfurt am Wörthersee                                              | Austria                                                               | 2 – 1                                                                 | Grecia                                                                | Amichevole                                                            | -                                                                     |                                                                       |
| 14-10-2020                                                            | Amarousio                                                             | Grecia                                                                | 0 – 0                                                                 | Kosovo                                                                | UEFA Nations League 2020-2021 - 1º turno                              | -                                                                     | 85’                                                                   |
| 11-11-2020                                                            | Atene                                                                 | Grecia                                                                | 2 – 1                                                                 | Cipro                                                                 | Amichevole                                                            | -                                                                     | 46’                                                                   |
| Totale                                                                |                                                                       | Presenze                                                              | 5                                                                     |                                                                       | Reti                                                                  | 0                                                                     |                                                                       |

## Palmarès

### Club

#### Competizioni nazionali
- Campionato greco di seconda divisione: 1

AEK Atene: 2014-2015
- Coppa di Grecia: 1

AEK Atene: 2015-2016
- Campionato greco: 1

AEK Atene: 2017-2018
- Campionato tedesco di seconda divisione: 1

Bochum: 2020-2021